# Летонија на Европском првенству у атлетици на отвореном 1938.
Летонија је учествовала на 2. Европском првенству у атлетици на отвореном 1938. одржаном у Паризу од 7. до 9. септембра и на 1. Европском првенству за жене 17. и 18. септембра у Бечу. После ових првенства мушкарци и жене су се такмичили на заједничким првенствима. Репрезентацију Летоније представљало је троје атлетичара који су се такмичили у 5 дисциплина.
У укупном пласману Летонија није је била у групи од 13 земаља које су освајале медаље. У табели успешности према броју и пласману такмичара који су учествовали у финалним такмичењима (првих 8 такмичара) Летонија је са 2 пласмана у финалу заузела 14. место са 7 бодова, од 18 земаља које су имале представнике у филану, од укупно 23 земље учеснице. 
| Пл. | Земља    | 1. место | 2. место | 3. место | 4. место | 5. место | 6. место | 7. место | 8. место | Бр. фин. | Бодови |
| --- | -------- | -------- | -------- | -------- | -------- | -------- | -------- | -------- | -------- | -------- | ------ |
| 14. | Летонија | 0 - 0    | 0 - 0    | 0 - 0    | 0 - 0    | 1 - 4    | 1 - 3    | 0 - 0    | 0 - 0    | 2        | 7      |

После овог првенства летонски спрортиси су учествовали на такмичњењима у саставу екипе Совјетског Савеза, да би се после његовог распада самостално појавила на европским првенствима 1994. у Хелсинкију.

## Учесници
| Дисциплина   | Спортисти    | Спортисти      |
| Дисциплина   | Мушкарци     | Жене           |
| ------------ | ------------ | -------------- |
| 100 м        |              | Алида Никласе  |
| 200 м        |              | Алида Никласе² |
| 50 км ходање | Јанис Далињш |                |

| Дисциплина   | Спортисти | Спортисти   |
| Дисциплина   | Мушкарци  | Жене        |
| ------------ | --------- | ----------- |
| Бацање кугле |           | Ида Лавизе  |
| Бацање копља |           | Ида Лавизе* |

- Такмичари означени бројем су учествовали у још неким дисциплинама

## Резултати

### Мушкарци
| Атлетичар    | Дисциплина   | Лични рекорд | Финале   | Финале | Детаљи |
| Атлетичар    | Дисциплина   | Лични рекорд | Резултат | Место  | Детаљи |
| ------------ | ------------ | ------------ | -------- | ------ | ------ |
| Јанис Далињш | 50 км ходање | 4.49:52,6    | НЗ       | НЗ     | [ 2 ]  |

### Жене
| Атлетичарка   | Дисциплина   | Лични рекорд | Квалификације | Квалификације | Полуфинале            | Полуфинале            | Финале                | Финале   | Детаљи |
| Атлетичарка   | Дисциплина   | Лични рекорд | Резултат      | Место         | Резултат              | Место                 | Резултат              | Место    | Детаљи |
| ------------- | ------------ | ------------ | ------------- | ------------- | --------------------- | --------------------- | --------------------- | -------- | ------ |
| Алида Никласе | 100 м        |              | 13,2          | 4. у гр. 4    | Није се квалификовала | Није се квалификовала | Није се квалификовала | 12. / 21 | [ 2 ]  |
| Алида Никласе | 200 м        |              | 26,2          | 4. у гр 1     |                       |                       | Није се квалификовала | 10 / 16  | [ 2 ]  |
| Ида Лавизе    | бацање кугле |              |               |               |                       |                       | 11,70                 | 6. / 12  | [ 2 ]  |
| Ида Лавизе    | бацање копља |              | 40,20         | 5 / 8         | [ 2 ]                 |                       |                       |          |        |